# Stephanothelys colombiana
Stephanothelys colombiana är en orkidéart som beskrevs av Leslie Andrew Garay. Stephanothelys colombiana ingår i släktet Stephanothelys och familjen orkidéer. Inga underarter finns listade i Catalogue of Life.